# Dustin Henderson
Dustin Henderson je fiktivní postava z amerického seriálu Stranger Things vyrobeného společností Netflix. Postavu Dustina ztvárňuje americký herec Gaten Matarazzo, vytvořena byla bratry Dufferovými.

## Život
Dustin je přítel Mikea Wheelera, Lucase Sinclaira a Willa Byerse. Když se Will ztratí, Dustin se se svými přáteli se vydá najít svého ztraceného přítele a narazí na Jedenáctku, která pomáhá najít Willa pomocí svých nadpřirozených schopností. Ve druhé řadě seriálu Dustin navázal silné přátelství se Stevem Harringtonem, což bylo diváky i kritiky přijato pozitivně.

## Kritika
Brian Tallerico z webu RogerEbert v recenzi druhé řady seriálu poschválil Matarazzův výkon a uvedl, že „nikdy nebyl lepší“. Přátelství Dustina se Stevem se dočkalo pozitivních recenzí. Dee Lockettová z Vulture označila jejich přátelství za „rozkošné“, Caitlin Gallagherová z Bustle ho označila za „krásné“.